# Gábor Császár
Gábor Császár, född 16 juni 1984 i Celldömölk, är en ungersk handbollsspelare. Han är högerhänt och spelar i anfall som antingen vänsternia eller som mittnia. Han spelar sedan 2015 för schweiziska Kadetten Schaffhausen.

## Klubbar
- Dunaferr SE (2001–2007)
- Viborg HK (2007–2008)
- CB Cantabria (2008)
- Viborg HK (2008–2009)
- Chambéry Savoie HB (2009–2010)
- MKB Veszprém KC (2010–2013)
- Paris Saint-Germain HB (2013–2015)
- Kadetten Schaffhausen (2015–)